# Неродена мома
„Неродена мома“ е български телевизионен филм от 1994 година (детски) по мотиви от българска народна приказка, записана от известния български автор Ран Босилек. Сценарий и режисура – Маргарита Вълкова. Оператор е Бочо Бочев. Художник е Михайлена Венкова. Музиката във филма е композирана от Константин Цеков.
Във филма са включени фолклорни обичаи и народни танци, свързани с празника Заговезни.

## Сюжет
Имало едно време царски син... След като пораснал, решил да се ожени. Направил чешма срещу двореца си, от която течало мед и масло.

## Състав

### Актьорски състав
| Роля            | Изпълнител         |
| --------------- | ------------------ |
| неродена мома   | Валентина Кирилова |
| принцът         | Иван Ласкин        |
| циганката       | Евелина Кръстева   |
| слънчова майка  | Жана Караиванова   |
| бабата          | Стефка Кацарска    |
| царицата майка  | Янина Кашева       |
| овчарят         | Вълчо Камарашев    |
| Петър           | Илиян Пенев        |
| царският готвач | Илия Чакъров       |
| придворният шут | Павлина Тар        |

- Представителен танцов ансамбъл „Светлина“ – гр. София, с ръководител Димитринка и Захари Андрееви.
- Ансамбъл за изворен фолклор – гр. Плевен, с художествен ръководител Митко Иванов.
- Ансамбъл „Гоце Делчев“ – гр. София, с художествен ръководител Александър Зинкин.